# Dansbander
Dansbander utkom 2006 och är ett studioalbum av det svenska dansbandet Torgny Melins. Albumet innehåller dansbandscovers på Teddybears låtar, bland annat låten "Dansbander" som är en cover av "Punkrocker". Den släpptes även på singel 2006, tillsammans med ett Teddybears-medley.
Albumet släpptes även på kassettband 

## Låtlista
| Nr  | Titel                                                | Låtskrivare                                            |
| --- | ---------------------------------------------------- | ------------------------------------------------------ |
| 1.  | Dansbander (Punkrocker)                              | Joakim Åhlund, Klas Åhlund, Patrik Arve                |
| 2.  | Cobrastyle                                           | Fabian Torsson, Ewart Brown, Patrik Arve               |
| 3.  | Ahead of My Time                                     | Joakim Åhlund, Klas Åhlund, Patrik Arve                |
| 4.  | Different Sound                                      | Joakim Åhlund, Klas Åhlund, Patrik Arve                |
| 5.  | Hey Boy                                              | Joakim Åhlund, Klas Åhlund, Patrik Arve, Swing Fly     |
| 6.  | Teddybears Medley (Silicon Sally, Taken by Surprise) | Teddybears                                             |
| 7.  | Little Stereo                                        | Daddy Boastin', Bobby Dixon                            |
| 8.  | Yours to Keep                                        | Joakim Åhlund, Klas Åhlund, Patrik Arve                |
| 9.  | Automatic Lover                                      | Joakim Åhlund, Klas Åhlund, Patrik Arve                |
| 10. | Rock N Roll High School                              | Joakim Åhlund, Klas Åhlund, Patrik Arve, Thomas Rusiak |

## Listplaceringar
| Lista (2006-2007) | Position |
| ----------------- | -------- |
| Sverige           | 18       |